# Мао, Дэвид
Дэвид Мао (китайский: 茅 以 森; пиньинь: Мао Йосен) — американский библиотекарь. Мао был исполняющим обязанности библиотекаря Конгресса с 30 сентября 2015 года до утверждения Карлы Хайден в 2016 году. Он первый американец азиатского происхождения, занявший эту должность.

## Биография
Дэвид С. Мао родился в Нью-Йорке и вырос в Лоренсвилле, штат Нью-Джерси, где он учился в школе Лоренсвилля. Он получил степень бакалавра в области международных отношений в Университете Джорджа Вашингтона, а затем получил степень доктора юридических наук в Юридическом центре Джорджтаунского университета, а затем степень магистра библиотечных и информационных наук в Католическом университете Америки.

## Карьера
Мао пришел в Библиотеку Конгресса в 2005 году, когда он был нанят Американским юридическим отделом Исследовательской службы Конгресса (CRS). До прихода в CRS он занимал должности в Юридической библиотеке Джорджтаунского университета и в исследовательской библиотеке международной юридической фирмы Covington and Burling LLP. Он также был адъюнкт-профессором Мэрилендского университета в Колледж-Парке. В 2010 году он присоединился к Юридической библиотеке Конгресса в качестве своего первого заместителя закона библиотекаря, а затем стал 23 Закон Библиотекарь Конгресса января 2012 года 12 января 2015 года Мао был назначен заместителем библиотекаря Конгресса тогдашним библиотекарем Конгресса Джеймсом Биллингтоном.
В качестве юриста-библиотекаря Мао руководил деятельностью и политическим администрированием Юридической библиотеки Конгресса, которая содержит самую большую в мире коллекцию юридических материалов и служит ведущим исследовательским центром в области иностранного, сравнительного и международного права. Во время своего пребывания в должности библиотекаря он принес в Библиотеку копию Великой хартии вольностей 1215 года для исторической выставки накануне 800-летия Хартии.